# ラバーフェティシズム

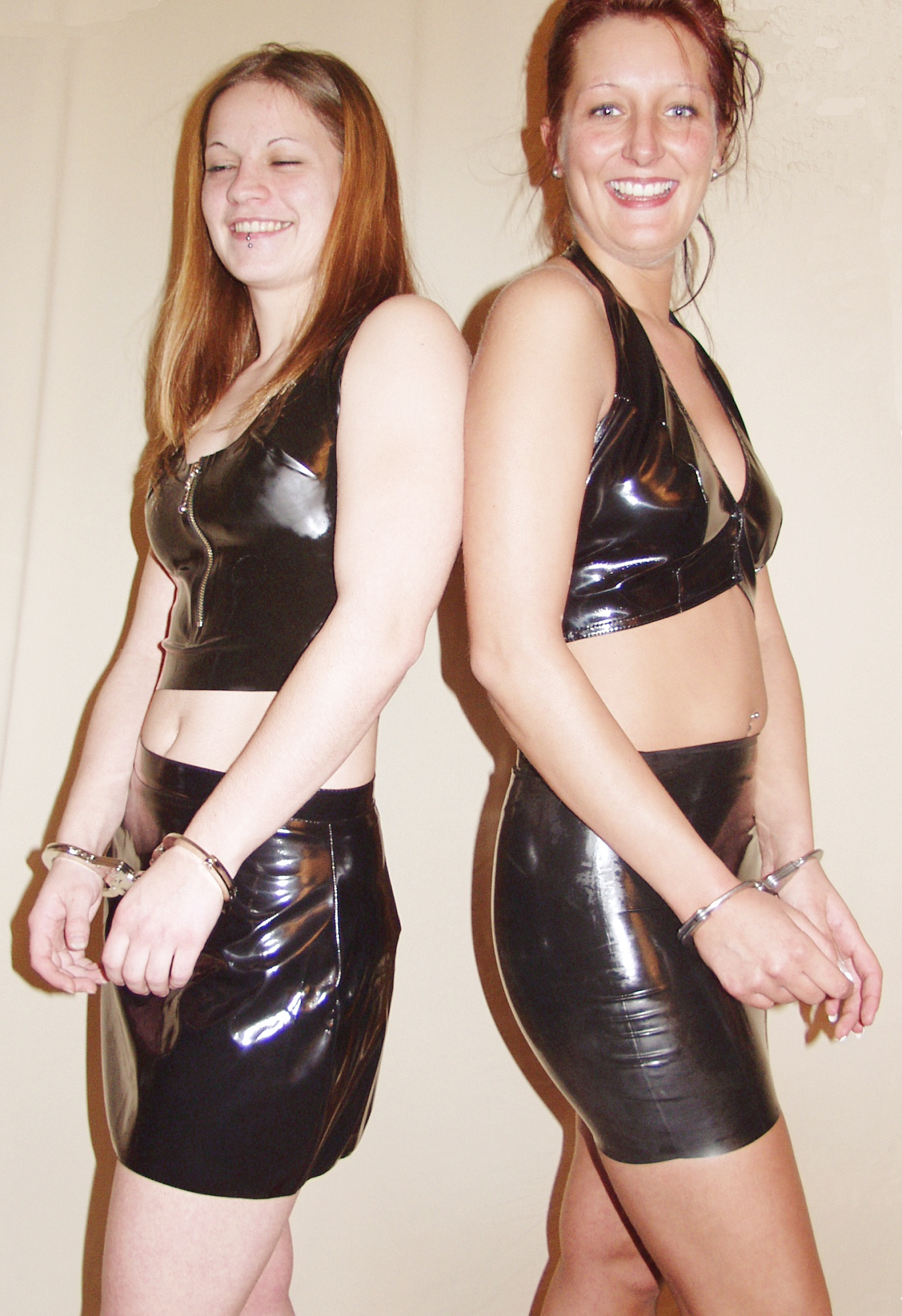
ラバー素材の衣装の一例

ラバーフェティシズム（Rubber Fetishism）とは、フェティシズムの一種。他者、または自分自身をゴム（ラテックス）で作られた衣服で覆う、あるいは着飾ることに性的魅力を感じる。ラテックスフェティシズム、ゴムフェティシズムと呼ばれることも多く、日本ではラバーフェチといった略称で呼ばれることも多い。また、ゴムラテックスによる衣服の愛好者をラバリスト(rubberist)と呼ぶこともある。

## 概要

### ラバー（ゴム）とは

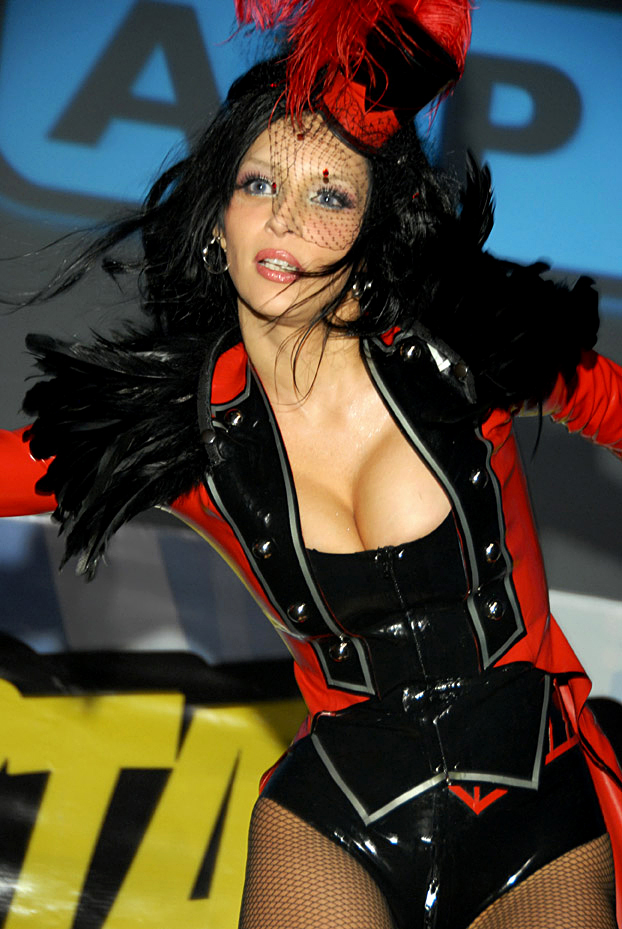

ゴムには弾力性、伸縮性があり、また空気や水分を浸透させないという特徴がある。また、その性質から加工をすることが可能で、天然ゴムまたは合成ゴムでできた薄い板状のゴム（ラバーシート）を接着剤で貼り合わせることにより、衣服のような形状のゴム製品を制作することができる。
早くからゴムを使用した雨合羽などがヨーロッパで製品化されたことにより、愛好者によりゴムでできた衣服が作られるようになった。その結果、空気や水を通さず、かつその伸縮性により肌に密着し、適度な拘束感、圧迫感を与える衣服が出現する。このような特徴は、主にSMの拘束具やプレイウェアとして魅力的なものであった。また、人間の肌の感触とは全く違う触感で全身が覆われ、薄いゴム素材で身体を覆うことによって一定の割合の感覚遮断、及び体温感覚の変容が発生することから、「第二の皮膚」というフェティシズム独特の表現が生まれたのも、このラバーフェティシズムからだとする説が根強い。事実、後述するイギリスの専門雑誌「SKIN TWO」は、この言葉から名付けられている。

### ラバーとフェティシズム

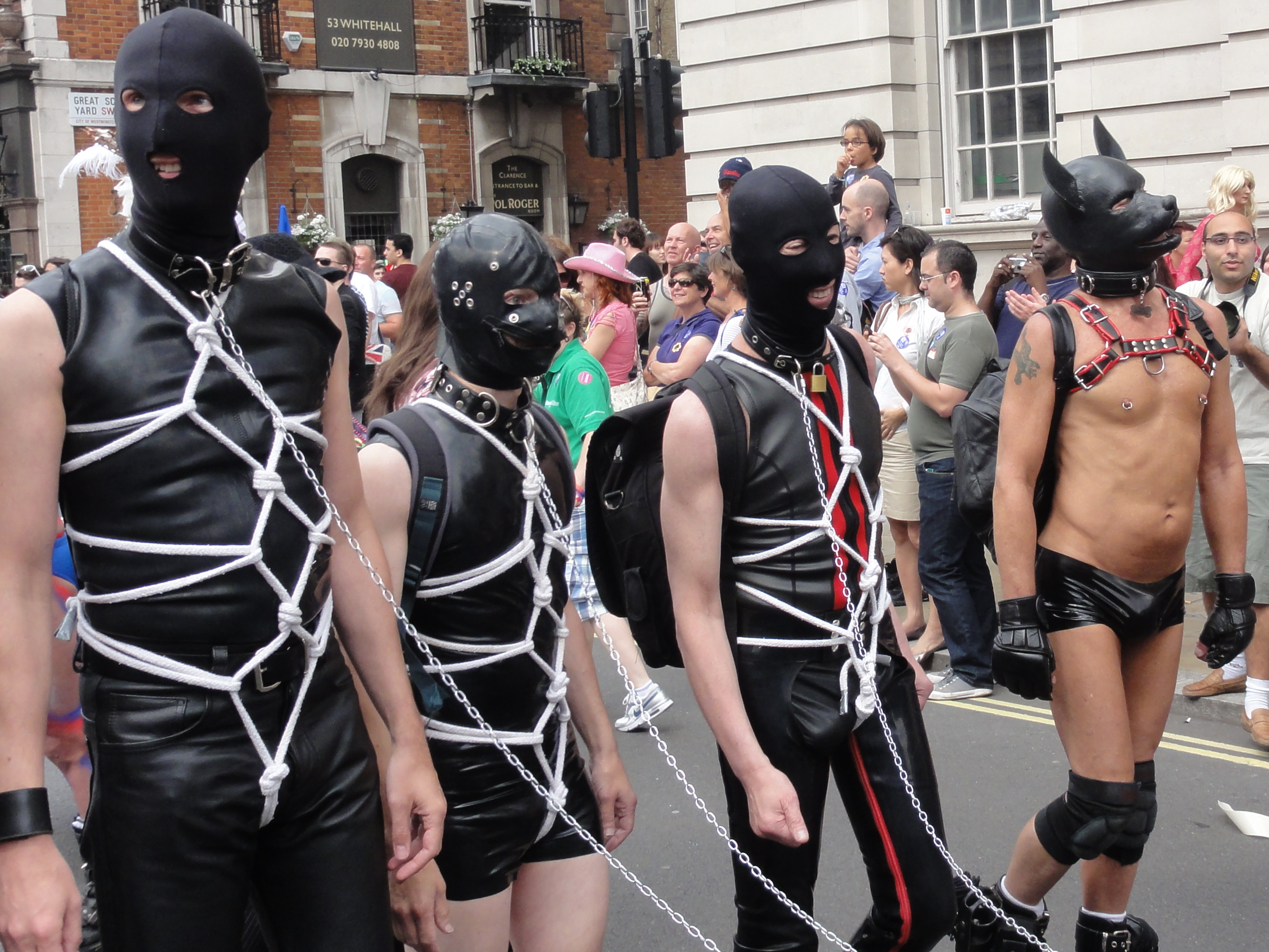
ヘビーラバー

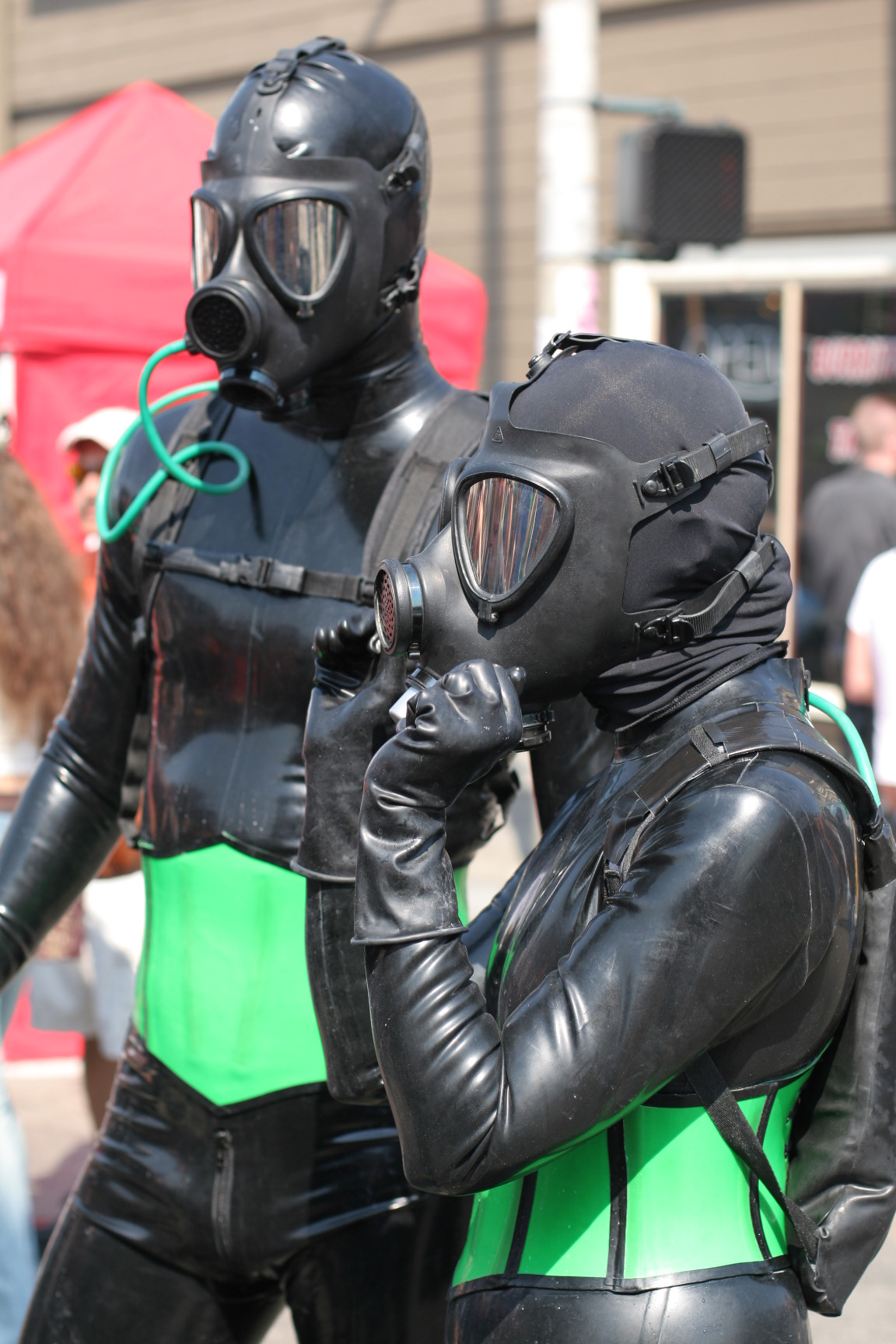
ガスマスクをつけたヘビーラバー

呼吸制御に対しフェティシズムを感じる者、トータル・エンクロージャーと呼ばれる身体を完璧なまでに包み覆うことを欲する者（前記２つをまとめてヘビーラバーとも呼ばれる）、ゴムにシリコン剤を塗ることによって生ずる無機質な光沢から、自らを無機な物としたい欲求に駆られる者にとってゴムの持つ質感や素材の特徴は、まさにうってつけだった。また、スーツ内に密閉された自身やパートナーの体臭や、ゴム自体が持つ独特な芳香に対しフェティシズムを感じる者も多かった。さらに、ゴムの伸縮性によりボディラインが強調される特徴から、身体の曲線についてフェティシズムを感じる者（脚線美も例外ではない）が対象にゴムでできた服を着せて楽しむ、という方向性も生まれた。
ゴムでできた衣服は、このようなフェティシストにとって数多くの魅力的な要素を備えており、現在まで世界中に多くの愛好者を抱えている。現在では、外見における特異性の強さから一般層をターゲットにした衣服でもゴム素材を使用したものが登場している。主にゴムを使用した衣服として製作されるものに、キャットスーツ、グローブ、ストッキング、ブーツ、ガスマスク、コルセット、ドレスなどが上げられる。ゴムをはじめ、主にフェティシズムの対象となる素材を使用したファッションをフェティッシュファッションと言い、従来のファッションとは異なる支持層を持っている。また2000年代初頭には、身体に塗るために作られた液状のゴム素材（リキッド・ラテックス）も販売されたが、大きな普及を見ぬまま現在に至っている。
また、1990年代後半より著名な音楽アーティストやファッションデザイナーがラバーを使用したコスチュームを数多くの機会にて使用、もしくは発表している。主な音楽アーティストにエルトン・ジョン、マドンナ、スパイス・ガールズ、ブリトニー・スピアーズ、リル・キム、レディー・ガガ、主なファッションデザイナーにジャン=ポール・ゴルチエ、ジョン・ガリアーノなどが上げられる。

## 来歴

### その源流〜1960年代
20世紀前半より、主にイギリスを中心としたヨーロッパにてその源流が散見されている。当時のヨーロッパでは、雨天時に使用する雨合羽（マッキントッシュ）の素材がゴムであることが多く、ゴム製衣料の愛好者により結成された「ザ・マッキントッシュ・ソサエティ」がラバリストの源流とされている。初期のラバリストはゴム引きの雨合羽を着て小川を歩いたり泥沼を転げ回るといった楽しみ方をしていたが、ゴムという素材が持つ密着性や芳香にフェティシズムを感じた人々により、徐々に性的興奮も目的として雨合羽を着用する、という状態が生まれたとされている。また、第二次世界大戦にて多用されたゴム製のガスマスクの使用経験をその端緒とする愛好家も多かったようだ。
メディアの形で初めてラバーフェチの存在を明確に示したのは、イギリスのイラストレーター、ジョン・ウィリーである。彼が1946年にイギリスにて刊行した「BIZARRE」という雑誌は、ボンデージを主としたフェティシズムに関する著述、イラスト、写真を主な内容としていたが、この雑誌にてゴムで出来た衣服に身を包んだ愛好家の存在が述べられている。
世界初の専門誌は、1962年にイギリスのジョン・サトクリフが編纂した「ATOMAGE」（アトマージュ）だと見てほぼ間違いないだろう。ATOMAGEはジャンルごとに3種類の雑誌として発行された。この動きによりイギリスを中心としたヨーロッパ圏でのラバーフェティシズム・コミュニティの形成が行われたと見る論調も多い。サトクリフ自身も、TVドラマ「おしゃれ(秘)探偵」の衣装デザインを手がけ、没するまでヨーロッパのラバーフェティシズムシーンの中心であり続けた。

### 〜1990年代
現在のヨーロッパなどで見られるような、ファッション的なアプローチの先鞭をつけたのはイギリスの雑誌「SKIN TWO」である。1983年に設立され1984年より刊行され始めたこの雑誌は、それまでのマニアック性の強いラバーフェチの印象を先鋭的なファッション・ムーブメントとして位置づけ、その上でSMやフェティシズムといった性的なアプローチを融合させた紙面構成を行い、当時ニューウェーブに押され気味だったパンクムーブメントの一部を巻き込み、アンダーグラウンド・シーンの一大勢力を築き上げた。現在他のヨーロッパ諸国や、アメリカや日本で見られるラバーフェチの活動形態も、この「SKIN TWO」の影響に拠るところが大きい。これを契機に、従来の性的興奮を目的とした愛好者とは別にファッショナブルな側面を求める愛好者が生まれた。

### 2000年代以降
2000年代中盤以降に入り、レディー・ガガやケイティ・ペリーといったアーティストがラバーの衣服を着用しメディアに登場、またミュージック・ビデオでも多くのアーティストがラバーの衣服を使用しているなどラバーの衣服が登場する機会が増えてきていることから、一般での認知度が高まりつつあるが、数多くのブランドやメーカーが廃業または買収されるなど、環境が変わりつつあるのもまた事実である。

### 日本における歴史と流れ
日本では、戦後しばらくして「生ゴム」（飴色のゴム）やゴム製の雨合羽を題材としたエロス小説などが当時のカストリ雑誌や実話系雑誌などでまれに散見される程度だったが、1990年代前半に突如発生したボンデージブームを契機に、ラバーフェチに関する環境が整い始めた。当時そのブームを支えたのが、ショップAZZLOの山崎シンジ、山崎ユミである。彼らが東京都内にオープンした店舗ではイギリス製を中心としたラバーの衣服が売られ、彼ら自身もSMを中心とした日本のポルノ雑誌などに写真を発表、さらに1992年には写真集『BODY DISCIPLINE』（フールズメイト刊）を発表し、ラバーフェチの存在をアピールした。また、彼らが東京都内で開催したイベント「DISCIPLINE GYM」には全国からあらゆるジャンルのフェティシストが集結し、急速にコミュニティを形成していった。
このAZZLOの他にほぼ同時期である1990年代初頭ごろからラバーウェアを販売していたのが福岡ラバリストである。福岡ラバリストでは、当時としては非常に珍しく、オーダーでのみラバーキャットスーツほかの各種ラバーウェアを製作・販売しており、英国で刊行されていたRubberist誌への広告掲載や日本での活動を寄稿するなど比較的活発な活動を行っていたが、インターネットの爆発的な普及が始まった1990年代終盤から2000年代初頭にかけて徐々にその活動が沈静化していくこととなった。
それと相前後する1998年にはラバーフェティシズムをテーマにした成人向けゲーム『好き好き大好き!』（13cm）が発売され、2001年にはイギリスで開催されているTORTURE GARDENの日本版としてTORTURE GARDEN JAPANが開催されるなどしたが、2002年から2004年にかけてAZZLOを始めとして、新宿Z2、渋谷Lunatic Oneなどラバーウェアを扱っていたショップの閉店が相次ぎ、一時期は国内で入手すらも難しい状況へと陥りその環境が一時的とはいえ悪化することとなった。2005年2月、東京池袋に日本初となるラバーによるオート・クチュールを専門に製作・販売するKURAGEが誕生し、再びラバーフェチをめぐる環境が整い始めている。

### ラバーフェティシストをめぐる世界的な環境
現在では、ヨーロッパ、アメリカ、日本にて専門店が営業している他、ヨーロッパを中心に幾つかの専門誌が刊行されている。昨今で特に顕著なのはドイツで、専門誌「MARQUIS」を中心とした大規模な支持層が存在しており、イギリスにおけるSKIN TWO支持層とともに一大勢力を構成している。

## イベント
前述した地域ではラバーフェティシズムを対象としたイベントも盛んに行われており、特にイギリスで毎年10月に開催されていたSKIN TWO RUBBER BALLは3日間の日程で開催される世界最大のラバーフェチイベントであったが、現在は休止されている。
その他の主要なイベントとしてTORTURE GARDEN（イギリス）、Europerve（オランダ）、Montreal Fetish Weekend（カナダ）FETISH FACTORY（アメリカ）、Latexpo（ドイツ）、German Fetish Ball（ドイツ）などがある。

## 主要な専門誌

### 刊行中
- SKIN TWO（英語版）（イギリス）
- SECRET（イギリス・SM寄り）
- MARQUIS（ドイツ）
- HEAVY RUBBER（ドイツ）
- Von Gutenberg（アメリカ）
- GUM（ドイツ）
- BIZARRE（アメリカ）…前述の同名雑誌とは全く異なる。アメリカで最大の発行部数を誇る。

### 休刊・廃刊
- ATOMAGE（イギリス）
- RITUAL（イギリス）
- Rubberist（イギリス）
- <<o>>（ドイツ・アメリカ）